# Jawaharlal Nehru
Jawaharlal Nehru (hindi: जवाहरलाल नेहरू, Javāharlāl Nehrū), (uproszczona wymowa pol. [dżewa’harlal nehru]), zwany także Pandit (Nauczyciel) Nehru (ur. 14 listopada 1889 w Allahabadzie, zm. 27 maja 1964 w Nowym Delhi) – indyjski polityk, przywódca socjalistycznego skrzydła Indyjskiego Kongresu Narodowego w okresie walki o niepodległość przeciwko dominacji brytyjskiej. 15 sierpnia 1947 został pierwszym premierem Indii, piastując tę funkcję aż do śmierci. Ojciec Indiry Gandhi (trzeciej premier Indii) i dziadek Rajiva Gandhiego (szóstego premiera Indii).
W 1929 roku po przeprowadzeniu przez Indyjski Kongres Narodowy kampanii na rzecz samostanowienia Indii (z udziałem Mahatmy Gandhiego) został przewodniczącym partii. Po wystąpieniu w 1942 roku z deklaracją niepodległości Indii wraz ze swoimi współpracownikami został aresztowany. Po wyjściu z więzienia brał udział w negocjacjach, których owocem było powstanie dwóch niezależnych państw – Indii i Pakistanu. Polityka Nehru po objęciu stanowiska premiera opierała się na interwencjonizmie gospodarczym i uczestnictwie w ruchu niezaangażowania w okresie zimnej wojny. Jako przywódca Indii wprowadzał w życie zasady niezaangażowania, świeckości, utworzył w kraju wielopartyjną demokrację i ustanowił system republikański. W okresie jego rządów Indie stały się regionalnym hegemonem w rejonie Azji Południowej. Obok Josipa Broz Tity, Sukarno i Gamala Abdel Nasera czołowa postać Ruchu Państw Niezaangażowanych. Pod przewodnictwem Nehru, Kongres wygrał wybory w 1951, 1957 i 1962 roku. Początkowo szukał możliwości sojuszu z Chinami, polityka ta była jednak stopniowo rewidowana na rzecz lepszych stosunków z Zachodem, a pod koniec jego rządów miejsce miała wojna chińsko-indyjska.
Po jego śmierci, jego politykę kontynuowała córka Indira Gandhi.

## Życiorys

### Młodość

#### Pochodzenie, rodzina

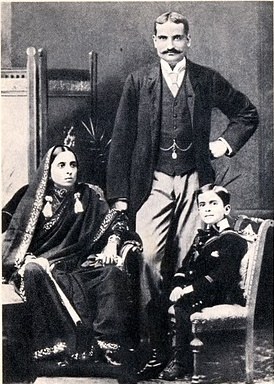
Rodzina Nehru w latach 90. XIX wieku

Urodził się 14 listopada 1889 roku w Allahabadzie w Indiach będących wówczas brytyjską kolonią. Jego ojciec Motilal Nehru (1861-1931) był potomkiem kaszmirskich braminów. W 1886 roku przeniósł się z Agry do Allahabadu, został adwokatem. Motilal był dwukrotnym przewodniczącym Indyjskiego Kongresu Narodowego. Matka Jawaharlala, Swaruprani Thussu (1868-1938), pochodziła z bramińskiej rodziny w Lahore, w Kaszmirze. Swaruprani była drugą żoną Motilala (pierwsza umarła zaraz po urodzeniu dziecka). Jawaharlal był jedynym chłopcem i najstarszym z trójki rodzeństwa. Starsza siostra Jawaharlala, Vijaya Lakshmi, została później pierwszą kobietą-prezydentem Zgromadzenia Ogólnego Narodów Zjednoczonych natomiast młodsza, Krishna Hutheesing, została pisarzem i napisała kilka książek na temat brata.

#### Młodość i wczesna kariera
Kształceniem Jawaharlala zajmowały się guwernantki i nauczyciele domowi (głównie Anglicy). Pod wypływem nauczyciela, Ferdinanda T. Brooksa, Nehru zainteresował się teozofią. Nehru w wieku trzynastu lat poprzez przyjaciółkę rodziny Annie Besant, dołączył do Towarzystwa Teozoficznego. Jego zainteresowanie się teozofią nie okazało się jednak trwałe i wkrótce po tym jak odszedł jego nauczyciel, Nehru opuścił Towarzystwo. Chociaż Nehru był sceptyczny wobec religii, jego młodzieńcza fascynacja teozofią wpłynęła na jego późniejsze zainteresowania; Nehru poświęcał się studiowaniu pism buddyjskich i hinduistycznych. Kiedy ukończył 15 lat, ojciec wysłał go do szkoły Harrow School. W młodości był zagorzałym nacjonalistą. Jego nacjonalistyczne poglądy umocniły wojny burskie i wojna rosyjsko-japońska. W czasie wojny między Imperium Rosyjskimi a Japonią, sympatyzował z Japonią, tak jak wielu Azjatów sądził, że Japonia stoi na straży wolności narodów Azji. Gdy Nehru rozpoczął w 1905 roku naukę w szkole w Harrow, w Wielkiej Brytanii, znalazł się pod wpływem myśli włoskiego rewolucjonisty Giuseppe Garibaldiego, którego książkę otrzymał od znanego brytyjskiego historyka Georga Macaulay Trevelyana jako nagrodę w osiągnięciach naukowych. Widział on w Garibladim rewolucyjnego bohatera którego idee mogłyby znaleźć odzwierciedlenie w Indiach.

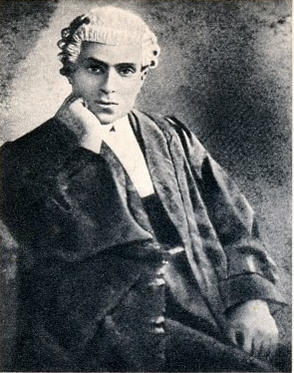
Nehru w Allahabad High Court

W październiku 1907 roku, Nehru kontynuował edukację w Trinity College na Uniwersytecie Cambridge. Szkołę z wyróżnieniem w naukach przyrodniczych ukończył w 1910 roku. W tym okresie, studiował politykę, ekonomię, historię i literaturę. Na jego poglądy polityczne i gospodarcze wpłynęły dzieła myślicieli i ekonomistów takich jak George Bernard Shaw, Herbert George Wells, John Maynard Keynes, Bertrand Russell, Goldsworthy Lowes Dickinson i Meredith Townsend. Po zdobyciu w 1910 roku dyplomu uczelni wyjechał do Londynu. Został na dwa lata przyjęty na studia prawnicze w londyńskiej Inns of Court School of Law (Inner Temple). W okresie londyńskim poznał filozofię lewicowego Towarzystwa Fabiańskiego, szczególnie zainteresował się poglądami Beatrice Webb. Egzamin kończący studia zdał w 1912 roku, a w sierpniu powrócił do Indii gdzie rozpoczął pracę jako adwokat.

### Wczesna działalność w Indyjskim Kongresie Narodowym
Zainteresował się polityką jeszcze w czasie pobytu w Wielkiej Brytanii. W 1912 roku wziął udział w rocznej sesji Indyjskiego Kongresu Narodowego w Patnie. W 1913 roku wstąpił do organizacji kongresowej w Zjednoczonych Prowincjach. Początkowo był zażenowany elitami partii a partia nie spełniała jego oczekiwań – Kongres był wówczas partią umiarkowanych elit. Mimo wątpliwości dołączył dla partii, a w ramach działalności politycznej organizował pomoc dla ruchu praw obywatelskich w Związku Południowej Afryki. W 1913 roku uczestniczył w zbieraniu funduszy na kampanię praw obywatelskich prowadzoną przez Mahatmę Gandhiego. Później uczestniczył w kampanii przeciwko łamaniu praw pracowniczych i innych dyskryminacji spotykających Hindusów ze strony brytyjskich władz kolonialnych. Wybuch I wojny światowej silnie spolaryzował społeczeństwo Indii. Większość wykształconych Hindusów uważała, że wojna może osłabić kolonialistów. Według biografii autorstwa Franka Moraesa, Nehru sympatyzował z Francją ze względu na podziw dla kultury tego kraju. Uważał, że poparcie brytyjskiej polityki w czasie wojny nie służyło interesom indyjskim, a nawet wyśmiał Indyjską Służbę Cywilną (ICS) będącą reprezentantem polityki dyktowanej przez rząd Zjednoczonego Królestwa. W czasie trwanie wojny, zgłosił się do pracy w chrześcijańskiej, organizacji humanitarnej Joannici Dzieło Pomocy. Został jednym ze stanowych sekretarzy Joannitów w Allahabadzie.
Wziął udział w protestach przeciwko ustawie prowadzącej w Indiach cenzurę. W latach wojny należał do przedstawicieli radykalno-niepodległościowego skrzydła partii które domagało się nadania Indiom autonomii. Radykałowie pozostali w mniejszości a kierunek ruchu kongresowego wyznaczony został przez centrowego Gopala Krishne Gokhale który pisał o tym że „myślenie o niepodległości to szaleństwo”. Także ojciec Nehru, Motilal, był sympatykiem skrzydła umiarkowanego. Wpływ frakcji centrystycznej w Kongresie zaczął słabnąć po śmierci jej lidera, Gokhale w roku 1915. Po śmierci Gokhale, przedstawiciele skrzydła radykalnego, tj. Annie Beasant i Bal Gangadhar Tilak zaczęli domagać się aby Kongres Narodowy przyjął postulat przemiany Indii z kolonii w dominium (kongres dotychczas walczył jedynie o poprawę sytuacji Hindusów). Postulat ten został w 1915 roku odrzucony przez umiarkowaną większość kierownictwa partii. Radykałowie w 1916 roku utworzyli Krajowy Ruch dla Autonomii. Organizacja przedstawiała postulat przekształcenia Indii w brytyjskie dominia na zasadzie według której działały m.in. Kanada, Australia czy Nowa Zelandia. Był członkiem zarówno Krajowego Ruchu dla Autonomii i Indyjskiego Kongresu Narodowego. Dużą zmianą i kierunkiem w stronę odejścia od wczesnej polityki IKN było zawarcie paktu w Lucknow co zostało przez Nehru poparte. Do podpisania paktu doszło w czasie corocznego spotkania Kongresu w grudniu 1916 roku. W wyniku porozumienia muzułmanie i hindusi mieli wspólnie działać w ruchu antykolonialnym. Umowa podpisana została przez Kongres i Ligę Muzułańską. Na kongresie w Lucknow, Nehru po raz pierwszy spotkał Gandhiego.
W 1916 roku poślubił Kamalę Kaul. Ich jedyna córka, Indira urodziła się w 1917 roku. Kamala w listopadzie 1924 roku urodziła chłopca, jednak zmarł on po tygodniu po urodzeniu. W 1917 roku został prywatnym sekretarzem Annie Besant, lidera Krajowo Ruchu Dla Autonomii. Gdy w czerwcu 1917 roku Besant została aresztowana i internowana, Kongres i inne organizacje indyjskie zagroziły rozpoczęciem protestów jeśli nie zostanie ona uwolniona. Rząd pod presją opinii publicznej szybko uwolnił więzionego działacza. Do pierwszego poważniejszego zaangażowania Nehru doszło w roku 1920. Został on wówczas liderem Kongresu w Zjednoczonej Prowincji (teraz Uttar Pradesh). Po incydentach w Chaura Chauri, kiedy doszło do zbrojnych starć między Hindusami a brytyjskimi siłami kolonialnymi, Indyjski Kongres Narodowy zawiesił w praktyce współpracę ruchu na poziomie krajowym. Nehru pozostał wierny poglądom Gandhiego i nie przystąpił do utworzonej przez jego ojca umiarkowanej Partii Swaraj. Wkrótce represje brytyjskie spadły nie tylko na Jawaharlar, lecz również i na jego ojca. Jawaharlar i Motilal zostali aresztowani 6 grudnia 1921 roku. Jawaharlal został zwolniony po trzech miesiącach, tj. w marcu 1922 roku gdy Gandhi odwołał już wcześniejsze zawieszenie współpracy z rządem. Decyzja ta była dla Nehru dotkliwym ciosem. W 1922 roku wziął udział w kolejnych wystąpieniach Gandhiego. Tym razem doprowadziło to do dłuższego pobytu w więzieniu, otrzymał półtoraroczny wyrok więzienia. Odsiedział 9 miesięcy w areszcie w Lakhno. Na wolność wyszedł 31 stycznia 1923 roku.

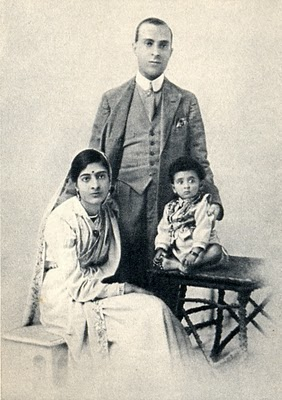
Nehru w 1918 z żona Kemalą i córką Indirą

### Jako sekretarz generalny partii
W latach 20. został wybrany na sekretarza generalnego partii, urząd ten pełnił przez dwie kadencje. Jego pierwsza kadencja rozpoczęła się w czasie sesji w Kakinadzie w 1923 roku. Nehru w czasie kadencji współpracował z doktorem N. S. Hardikerem założycielem Hindustani Seva Dal (1923). Seva Dal była oddolną organizacją wewnątrz Kongresu Narodowego, grupującą zwolenników gandhizmu. Po raz drugi sekretarzem generalnym wybrany został w czasie sesji w Madrasie w 1927 roku. W czasie jego kadencji jako sekretarza generalnego wraz z Czandrą Bose uważany był za przedstawiciela skrzydła radykalnego, działacze ci odrzucili żądanie utworzenia dominium na rzecz pełnej niepodległości Indii.

#### Wyjazd do Europy

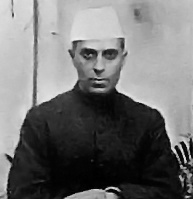
Jawaharlal Nehru w 1927 roku

W 1926 roku, Jawaharlar wraz z rodziną wyjechał do Europy, było to powodowane stanem zdrowia Kamali, której zalecano wyjazd do Szwajcarii na leczenie sanatoryjne. Odegrał wiodącą rolę w nagłośnieniu hinduskich żądań poza granicami kraju. Szukał zagranicznych sojuszników sprawy niepodległościowymi i nawiązywał kontakty z ruchami narodowowyzwoleńczymi i demokratycznymi na całym świecie. Jego wysiłki opłaciły się, w 1927 roku, Kongres został zaproszony do udziału w kongresie uciskanych narodów w Brukseli w Belgii. Spotkanie to miało koordynować walkę narodów walczących o niepodległość przeciwko imperializmowi. Nehru został na kongresie przedstawicielem Indii i został wybrany do Rady Wykonawczej Ligi przeciwko Imperializmowi – międzynarodowego organu założonego w czasie kongresu. W dziesiątą rocznicę rewolucji październikowej odwiedził ZSRR. Wizyta w Belgii i w ZSRR wpłynęły na dalszą ewolucję jego poglądów politycznych. Pobyt w Europie zakończył się na podróży do Związku Radzieckiego. Nehru wrócił do Indii wraz z rodziną, gdy stan zdrowia Kemali się poprawił.

#### „Architekt Indii”

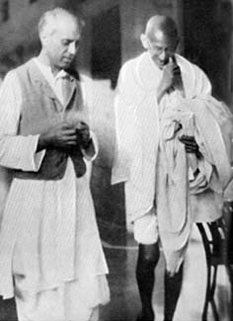
Nehru i Gandhi w 1929 roku

W 1927 roku przedstawił rezolucję, w której domagał się „pełnej narodowej niepodległości”, tym samym stał się jednym z pierwszych liderów partii kongresowej którzy uważali że Indie powinny zerwać wszystkie więzi z Imperium Brytyjskim. Deklaracja ta została odrzucona przez Kongres, ze względu na sprzeciw ze strony Gandhiego. W 1928 roku, Gandhi zaproponował rezolucję, w której Kongres wezwał rząd brytyjski do przyznania Indiom statusu dominium, status ten miał zostać Indiom nadany w przeciągu dwóch lat. Propozycja nie spodobała się Nehru i Czandrze Bose. 29 grudnia 1929 roku na sesji w Lahore oficjalnie przejął kierownictwo w partii. Jako lider przeforsował rezolucję wzywającą Brytyjczyków do nadania Indiom pełnej niezależności. O północny w sylwestra 1929 roku, wywiesił trzy kolorową flagę indyjską na brzegu rzeki Ravi w Lahore. Pod kierownictwem Kongresu w 1929 roku opracował politykę Kongresu i przyszłych, niepodległych Indii. Celami Kongresu miały być – wolność wyznania; prawo do stowarzyszenia; wolność słowa i myśli; równość wszystkich wobec prawa – bez względu na kastę, kolor skóry czy religię; ochrona regionalnych języków i kultur; obrona interesów pracowniczych; zniesienie nietykalności; nacjonalizacja przemysłu; socjalizm i budowa świeckich Indii. Uchwała została opracowana przez Nehru na przełomie lat 1929/31 i została ratyfikowana przez Ogólnoindyjski Komitet Kongresu pod przewodnictwem Gandhiego. Po sesji Kongresu w 1929 roku został uznany za najważniejszego lidera indyjskiego ruchu niepodległościowego, Gandhi natomiast cofnął się do roli przewodnika duchowego. W latach dwudziestych nawiązał kontakty z ruchem robotniczym w Indiach, głównie z ruchem związkowym, brał udział w zjeździe Ogólnoindyjskiego Kongresu Związków Zawodowych. W 1929 roku łączył stanowisko sekretarza generalnego Kongresu Narodowego ze stanowiskiem przewodniczącego Kongresu Związków Zawodowych.

#### Nowy kierunek Kongresu
Gandhi w latach 30. zrezygnował z członkostwa w Kongresie, jednak nie zerwał swoich kontaktów z Nehru i jego partią. Popularność Nehru zwiększyły wybory w 1935 roku w których Kongres zdobył władzę w samorządach większości stanów. W wyborach dobry wynik uzyskała również Liga Muzułmańska, której przewodniczył Muhammad Ali Jinnah. Ali Jinnah był rywalem Nehru, Jawaharlal chciał, aby liderem muzułmanów został sekularysta Abul Kalam Azad. Gandhi w sporze między Azadem a Jinnahem opowiedział się po stronie Jinnaha który w następnej dekadzie stał się twórcą Pakistanu. Poparcie dla przyszłego, opartego na socjalizmie ustroju Indii było trudne do osiągnięcia. Prawicowi kongresmeni tacy jak Sardar Patel, doktor Rajendra Prasad i Chakravarthi Rajagopalachari byli przeciwni lewicowemu programowi Nehru. Program poparli lewicowi kongresmeni Maulana Azad i Subhas Czandra Bose. Nehru, Azad i Bose w 1936 roku zainicjowali odwołanie dotychczasowego konserwatywnego prezesa Kongresu, doktora Prasady. Prasada na stanowisku prezesa zastąpiony został przez Nehru, który sprawował tę funkcję w latach 1936–1937. W 1938 roku zastąpił go Czandra Bose który pełnił funkcję do 1939 roku, a od 1940 do 1946 roku funkcję prezesa sprawował Azad. Podczas drugiej kadencji sekretarza generalnego, zaproponował pewne uchwały dotyczące polityki zagranicznej Indii. Od tego momentu, dano mu wolną rękę w kształtowaniu polityki zagranicznej Indii. Nehru nawiązał stosunki między Kongresem a rządami na całym świecie. W czasie narastania kryzysu w Europie związanego z ekspansjonistyczną polityką państw faszystowskich, Kongres opowiedział się przeciwko faszyzmowi i za demokracją. Opracował przyszłe plany centralnego planowania gospodarki Indii. W 1938 roku, powołał Państwową Komisję Planowania, która miała stworzyć plany gospodarcze realizowane już w niepodległych Indiach. Wiele planów Nehru i jego sojuszników zostało jednak odrzucone ze względu na podział Indii w 1947 roku. Jako jeden z pierwszych przywódców ruchu niepodległościowego opowiedział się przeciwko autorytaryzmowi państewek rządzonych przez książęta indyjskie. Przed objęciem przez niego władzy, ruch niepodległościowy ograniczał się jedynie do terytoriów znajdujących się pod bezpośrednim panowaniem brytyjskim. W czasie walk między Sikhami a skorumpowanym mahantami, został uwięziony w księstwie Nabha. W 1927 roku współtworzył Ogólnoindyjską Zjednoczoną Konferencje Ludową – organizacja ta wspierała ludność książęcych państewek. W 1935 roku został on wybrany przewodniczącym konferencji.

#### Obywatelskie nieposłuszeństwo – „kampania solna”
W proteście przeciwko zwiększeniu przez Brytyjczyków podatku na sól, Gandhi zaproponował przeprowadzenie akcji obywatelskiego nieposłuszeństwa. Nehru (jak i większość przywódców Kongresu) był początkowo ambiwalentnie nastawiony do planu. Gandhi zdecydował się na rozpoczęcie protestów które szybko zyskały szerokie poparcie, liderzy Kongresu zdali sobie sprawy z siły protestów, a do grona zwolenników protestów dołączył sam Nehru. Nehru stanął na czele procesji która w symboliczny, protestacyjny sposób wydobyła trochę soli. 14 kwietnia, podczas podróży między Allahabadem a Raipurem, został on aresztowany i oskarżony o naruszenie prawa solnego. W rezultacie za „podburzanie do buntu” skazano go na sześć miesięcy więzienia. Wyrok odsiedział w więzieniu Naini w Allahabadzie. W czasie odbywania wyroku na prezydenta Kongresu mianował Gandhiego, odmówił on jednak przyjęcia tej funkcji a następcą Nehru został jego ojciec, Motilal. Ojciec Jawaharlala na początku protestu „kampanii solnej” podarował Kongresowi rezydencję rodziny Nehru, gdzie odtąd mieściły się centralne władze organizacji. Wkrótce Motilal został aresztowany i trafił do więzienia Naini gdzie przebywał już jego syn. W czasie pobytu w więzieniu, akcja obywatelskiego nieposłuszeństwa przyśpieszyła, rozpoczęły się kolejne aresztowanie a władze kolonialne zaczęły strzelać do protestujących. 11 października 1930 roku Jawaharlal został zwolniony z więzienia za względu na zły stan zdrowia jego ojca. Pobyt na wolności trwał niewiele dłużej niż tydzień. 19 października doszło do ponownego aresztowania. Władze brytyjskie uważały Nehru za zbyt niebezpiecznego działacza, wydały specjalne zalecenia aby Nehru przy najbliższej okazji ponownie aresztować i skazać na więzienie. W październiku 1930 roku Nehru otrzymał kolejny wyrok, tym razem dostał dwa lata więzienia. 1 stycznia do więzienia została wtrącona żona Nehru, Kamala. Aby ułatwić sobie rozmowy z Kongresem na temat ewentualnego porozumienia i zakończenia protestu, w styczniu 1931 roku władze zwolniły z więzienia ok. 20 członków Kongresu. Jawaharlal i Kamala zostali zwolnienie kilka dni wcześniej z uwagi na dalsze pogorszenie się stanu zdrowia Motilala. Ojciec Jawaharlala zmarł we śnie w dniu 6 lutego 1931 roku. W imieniu Kongresu, do rokowań z Brytyjczykami przystąpił Gandhi. Rozmowy Gandhiego z wicekrólem trwały trzy tygodnie, 5 marca 1931 roku ogłoszono wypracowanie porozumienia. Warunki postawione przez Brytyjczyków rozczarowały Nehru. Szczególnie oprotestował on jeden z artykułów paktu, który mówił o problemach konstytucji i federacji Indii jednak nie wspomniał nic o niepodległości która była jednym z żądań stawianych w czasie kampanii solnej. Protesty solne zwróciły uwagę światowej opinii publicznej, świat coraz bardziej uznawał zasadność żądań niepodległości stawianych przez Kongres. Udział Nehru w protestach zwiększył jego rolę w Kongresie i polepszył jego relację z Gandhim. Kolejne aresztowanie Nehru miało miejsce 26 grudnia 1931 roku po starciach Kongresu z rządem. Kongres został sprowokowany posunięciem rządu, który naruszał założenia paktu Irwin(wicekról)-Gandhi z marca tego roku. Nehru został aresztowany w czasie organizacji ruchu chłopskiego w Zjednoczonych Prowincjach. Kiedy przebywał w więzieniu, kampania nieposłuszeństwa osłabła. We wrześniu 1932 roku i w maju 1933 roku Gandhi przeprowadził głodówkę na znak protestu przeciw łamaniu przez Brytyjczyków warunków paktu. Nehru uważał, że głodówki Gandhiego są nielogiczne i nieracjonalne. 30 sierpnia 1933 roku Nehru został zwolniony z więzienia ze względu na pogarszający się stan zdrowia jego matki, Swarup Rani.

#### Choroba żony
Na początku roku 1931 Nehru za radą lekarzy udał się z Kamalą i Indirą na urlop na Cejlonie. Miał to być jego ostatni urlop z Kamalą przed długim pobytem w więzieniu i jej późniejszą chorobą, która spowodowała jej śmierć. Aresztowanie, a w konsekwencji wyrok pozbawienia wolności miało miejsce 12 lutego 1934 roku, tym razem został oskarżony o podżeganie do buntu. 11 sierpnia ze względu na zły stan zdrowia Kamali władze więzienne zwolniły Nehru na 10 dni. Gdy stan Kamali nadal się pogarszał, rodzina zdecydowała wysłać ją razem z Indirą do Europy na leczenie klimatyczne. Pod naciskiem opinii publicznej Jawaharlal został zwolniony z więzienia, dzięki czemu pojechał on do chorej żony, która znajdowała się w ciężkim stanie i przebywała w szpitalu, zmarła 28 lutego 1936. Po śmierci żony powrócił do ojczyzny. Został przewodniczącym Kongresu Narodowego. W październiku 1940 roku po raz ósmy trafił do więzienia. Przebywał w nim rok, wtedy bowiem nastąpiło przedterminowe zwolnienie działaczy i aktywistów Kongresu.

#### Ponowny wyjazd do Europy
Gdy w połowie lat 30., świat zaczął dryfować w stronę kolejnej wojny światowej, w 1936 roku Nehru wyjechał do Szwajcarii, aby na krótko przed śmiercią ciężko chorej żony, zaopiekować się nią w sanatorium. Mimo napiętej sytuacji międzynarodowej, Nehru podkreślał, że w razie wojny, miejsce Indii powinno znaleźć się przy państwach demokratycznych, choć, Indie powinny walczyć po stronie Wielkiej Brytanii i Francji tylko jeśli tylko zostanie im nadana niepodległość. Wizyta w Europie w 1936 roku, stała się przełomem w myśli politycznej i gospodarczej Nehru. Przyszły premier zainteresował się marksizmem i myślą socjalistyczne. Jego kolejny pobyt w więzieniu pozwolił mu bardziej szczegółowo studiować marksizm. Zainteresowały go pomysły i założenia marksizmu równocześnie odpychały go niektóre tezy zaproponowane przez Karola Marksa. Nehru w sferze ekonomii pozostawał marksistą, chciał wprowadzić ekonomiczne postulaty marksizmu na grunt warunków indyjskich. W Europie ściśle współpracował z Czandrą Bose, działacze ci rozstali się jednak pod koniec lat 30., gdy Bose zaczął szukać wsparcia u faszystów, a w tym samym czasie, Nehru poparł hiszpańskich republikanów walczących przeciwko wojskom generała Franco i był zdecydowanym antynazistą. Gdy ludzie z wielu krajów zgłaszali się na ochotników, tworząc Brygady Międzynarodowe do walki z siłami faszystowskimi w Hiszpanii, Nehru wraz ze swoim pomocnikiem V.K. Krishną Menonem udał się do Hiszpanii aby udzielić wsparcia hinduskim ochotnikom. Odmówił spotkania się z włoskim dyktatorem, Benito Mussolinim gdy ten wyraził chęć spotkania. Już wtedy Nehru postrzegany był na świecie jako bojownik o demokrację i wolność. Nehru przebywał w Genewie, gdy Liga Narodów omawiała sposób rozwiązania kryzysu czeskiego, a następnie udał się do Londynu.

### II wojna światowa
Kiedy wybuchła II wojna światowa, wicekról markiz Linlithgow bez konsultacji z przedstawicielami Hindusów ogłosił udział Indii Brytyjskich w wojnie. Nehru pośpiesznie wrócił z wizyty w Chinach, zapowiadając, że sympatie Indii w konflikcie między demokracją a faszyzmem powinny zwrócić się w stronę demokracji przeciwko faszyzmowi. Po długich obradach Kongresu, Nehru poinformował rząd, że będzie współpracować z Brytyjczykami pod pewnymi warunkami – po pierwsze, Wielka Brytania musi dać gwarancję pełnej niepodległości Indii po wojnie i umożliwić wybory do zgromadzenia konstytucyjnego, po drugie mimo tego że indyjskie siły zbrojne pozostaną pod kontrolą brytyjską, Hindusi muszą uczestniczyć w administracji centralnej. Wicekról markiz Linlithgow nie brał tych żądań na poważnie i odrzucił postulaty Kongresu. 23 października 1939 roku, Kongres potępił postawę Brytyjczyków i wezwał ministrów Kongresu w poszczególnych stanach do dymisji na znak protestu. Nehru wezwał do oprotestowania Jinnaha i jego Ligę Muzułmańską, muzułmanie poparli jednak decyzje Brytyjczyków. W marcu 1940, Jinah przedstawił „uchwałę pakistańską”, według której muzułmanie są narodem i muszą mieć swoją ojczyznę. Ojczyzną muzułmanów miał stać się „Pakistan”. 8 października 1940 roku Linlitghow zatwierdził warunki Nehru, uznał on jednak że Indie staną się dominium, nie sprecyzował on jednak daty tego wydarzenia. W związku z brakiem przedstawienia przez Brytyjczyków konkretów, Gandhi i Nehru, porzucili pierwotne stanowisko popierania Wielkiej Brytanii i rozpoczęli ograniczoną kampanię obywatelskiego nieposłuszeństwa. Nehru został aresztowany i skazany na cztery lata więzienia. Z więzienia został zwolniony po roku (na trzy dni przed zbombardowaniem Pearl Harbor na Hawajach), wraz z innymi działaczami Kongresu. Wojska japońskie na wiosnę 1942 roku poprzez Birmę (obecnie Mjanma) dotarły do granic Indii. Rząd brytyjski zgodził się na pewne ustępstwa wobec Indii, w tym część postawionych na początku wojny przez Nehru. Premier Winston Churchill wysłał do Indii ministra Strafforda Crippsa, dzielącego z Nehru lewicowe poglądy polityczne. Nehru był entuzjastycznie nastawiony do kompromisu indyjsko-brytyjskiego, Gandhi był do niego sceptyczny na skutek czego misja Cripsa zakończyła się porażką. Gandhi mimo różnić wyznaczył Nehru na swojego politycznego następcę i wezwał Brytyjczyków do opuszczenia Indii. Nehru choć nie chciał osłabić wysiłku wojennego aliantów, nie miał innego wyjścia i przyłączył się do żądań Gandhiego. Po uchwale na kongresie partii z 8 stycznia 1942 roku w Bombaju (obecnie Mumbai), na której przyjęto uchwałę w której zażądano opuszczenia Indii przez Brytyjczyków, cała komisja robocza Kongresu, w tym Gandhi i Nehru została aresztowana i osadzona w więzieniach. Nehru opuścił więzienie w czerwcu 1945 roku.

### Funkcja premiera

#### Podział Indii

Jawaharlal Nehru z Mahatmą Gandhim w 1946

Po zwolnieniu z więzienia, Nehru wraz z przedstawicielami IKN spotkali się z władzami kolonialnymi, Brytyjczycy powierzyli im zadanie utworzenia rządu Indii. 2 sierpnia 1946 roku powstał rząd tymczasowy a jego premierem został Nehru. Gdy Jawaharlal Nehru opowiedział się za pełną jednością Indii obrady rządu został zbojkotowane przez przedstawicieli muzułmanów. W maju 1947 roku zaczął się skłaniać się do przyjęcia w niepodległych Indiach statusu dominialnego w ramach Brytyjskiej Wspólnoty Narodów. Na przełomie wiosny i lata 1947 roku Nehru zrewidował swoje poglądy co do przyszłości Indii – wyraził zgodę najpierw na podział Pendżabu i Bengalu, a potem na podział całych Indii. 3 czerwca, po nieudanych próbach sformułowania rządu koalicyjnego, niechętnie poparł brytyjski plan podziału Indii, decyzja o podziale kraju została potwierdzona 15 czerwca 1947 roku przez Ogólnoindyjski Komitet Kongresu.

##### W niepodległych Indiach
15 sierpnia objął urząd premiera niepodległych Indii. Jeszcze jako premier ustanowił ten dzień dniem niepodległości kraju. Kurs ustalony przez Nehru obejmował: utrzymanie pokoju, wyzwolenie ciemiężonych narodów, likwidację dyskryminacji, ubóstwa, chorób i ignorancji. Jako premier zmagał się z masową migracją ludności związaną z podziałem kraju, nie wszędzie wymiana ludności przebiegłą pokojowo – na terenie Prowincji Pogranicze i Pendżabu doszło do krwawych starć między hinduistami a muzułmanami. 30 stycznia 1948 roku zabity został Mahatma Gandhi, mordercą okazał się być radykalny hinduista Nathurama Godse. Śmierć Gandhiego była dla Nehru dotkliwym ciosem, w kraju ogłoszono dwutygodniowy okres żałoby. Po morderstwie rząd podjął się zdecydowanej akcji przeciwko fanatykom religijnym i stłumił wystąpienia fundamentalistycznych organizacji – Rashtriya Swayamsevak Sangh, Muzułmańskiej Gwardii Narodowej i Khaksars. Zabójstwo Gandhiego wpłynęło na świadomość obywateli hindusów którzy odwrócili się od partii religijnych.

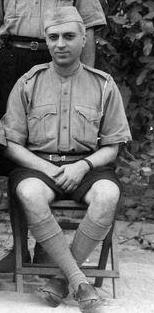
Nehru w stroju khaki w latach 40.

Oprócz stanowiska premiera, pełnił urząd ministra spraw zagranicznych. Stosunkowo wcześnie określił główne kierunki i dążenia indyjskiej polityki zagranicznej. Chciał trzymać się z daleka od mocarstw które doprowadziły do wojen światowych. W czasie swoich rządów, Nehru często zwracał się o pomoc do córki Indiry, która pomagała mu w sprawach osobistych. Indira przeniosła się do siedziby Nehru i uczestniczyła w jego podróżach po Indiach i świecie. W okresie rządów ojca była uważana za kogoś w rodzaju szefa sztabu rządu.

##### Polityka gospodarcza
Rząd przyjął model gospodarki mieszanej. Nehru wdrażał w życie reformy gospodarcze mające zbudować indyjską wersję planowania gospodarczego. Rząd zarządzał strategicznymi gałęziami przemysłu, tj. górnictwo, energia, przemysł ciężki. Prowadzono programy redystrybucji ziemi, budowy kanałów nawadniających i tam, rozwoju społecznego (popularyzacja chałupnictwa i aktywizacja zawodowa na obszarach wiejskich). W rolnictwie upowszechniono nawozy co przyczyniło się do zwiększenia produkcji rolnej. Zbudował wielkie zapory, nazywane przez niego „nowymi świątyniami Indii”, rozpoczął prace irygacyjne, wytwarzanie energii wodnej, uruchomiono program wykorzystania energii atomowej. Polityka przemysłowa rządu Nehru, której główne cele zostały zebrane w rezolucji „Polityka Przemysłowa 1956”, doprowadziła do wzrostu zróżnicowania produkcji i powstania w Indiach przemysłu ciężkiego. Gospodarka cieszyła się stałą stopą wzrostu na poziomie 2,5% rocznie. W 1951 roku, w oparciu o Komisję Planowania Indii, sporządził pierwszy plan pięcioletni. Plan zakładał zwiększenie inwestycji rządowych w przemyśle i rolnictwie. W czasie jego rządów upowszechniono w Indiach nawozy, tym samym zwiększono produkcję rolną. Zapoczątkowano serię programów rozwoju społecznego mających na celu szerzenie różnych form chałupnictwa i zwiększaniu aktywizacji zawodowej w wiejskich obszarach Indii. Sposób prowadzenia polityki gospodarczej, wzbudził sprzeciw opozycji marksistowskiej – część opozycji uważała, że gospodarka Indii pod płaszczem demokratycznego socjalizmu zmierza w stronę kapitalizmu.

##### Rolnictwo

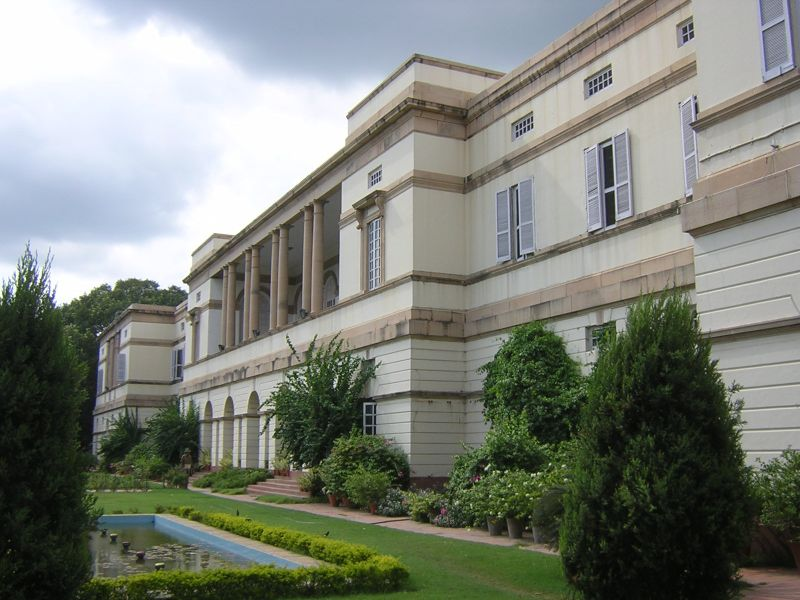
Teen Murti Bhavan, rezydencja Nehru jako premiera, obecnie muzeum poświęcone jego pamięci

Indie mimo postępów w zwiększeniu produkcji rolnej, borykały się z niedoborami żywności. Wdrożono reformę rolne i programy szybkiego uprzemysłowienia. Reforma rolna została zrealizowana, w jej wyniku rozdano olbrzymie połacie ziemi, jednak część ziemi znajdującej się w rękach właścicieli ziemskich nie została rozparcelowana. Próby reform rolnictwa były udaremniane przez wiejskie elity klasowe które miały silne wpływy w prawicowych frakcjach Kongresu, przeciwnych polityce frakcji socjalistycznej. Produkcja rolna do początku lat 60. stale się zwiększała, było to spowodowane m.in. udanymi projektami irygacyjnymi i rozparcelowaniem ziemi która trafiła pod uprawę. Rząd wzorując się na istniejących w Stanach Zjednoczonych uczelniach rolniczych, utworzył krajowe uczelnie. Uczelnie te pracowały z wysoko wydajnymi odmianami pszenicy i ryżu, pierwotnie stosowanymi w Meksyku i na Filipinach. Dużą liczbę wysoko wydajnych zbóż importował do Indii minister Subramaniam który w kwestii innowacji okazał się jeszcze bardziej odważny od amerykańskich doradców rządu. Wydajne odmiany zastosowano w latach 60., w czasie trwania tzw. zielonej rewolucji. Rewolucja polegała na zwiększeniu produkcji rolnej. Postępy w rolnictwie spowolniła seria monsunów.

##### Reforma administracyjna
Rząd do czasu uchwalenia nowej konstytucji posługiwał się konstytucją Indii Brytyjskich z 1935 roku. Indie Brytyjskie, które obejmowały dzisiejsze Indie, Pakistan i Bangladesz, zostały podzielona na dwa typy obszarów: prowincje Indii Brytyjskich, które były zarządzane bezpośrednio przez brytyjskich urzędników odpowiedzialnych przed gubernatorem generalnym Indii, oraz prowincje które były zarządzane przez książęta – lokalnych dziedzicznych władców, którzy uznali brytyjskie zwierzchnictwo w zamian za lokalną autonomię, w większości przypadków ustaloną w wyniku traktatu. W okresie od 1947 do 1950 roku, terytoria państw książęcych zostały polityczne zintegrowane z niepodległym państwem indyjskim. Przyłączone tereny zostały zorganizowane w nowych prowincjach takich jak Rajputana, Himachal Pradesh, Madhya Bharat i Vindhya Pradesh. Prowincje składały się z wielu książęcych państw, w tym Mysore, Hyderabad, Bhopal i Bilaspur. Nowa konstytucja Indii, weszła w życie w dniu 26 stycznia 1950 roku. Konstytucja utworzyła w Indiach, suwerenną, demokratyczną republikę. Konstytucja z 1950 rozróżniała trzy główne rodzaje prowincji: część prowincji, która dawniej była prowincjami podlegającymi gubernatorowi Indii, rządzone przez wybranego gubernatora i parlament. Część B, były to dawne państwa książęce lub grupy takich państw, prowincje te zarządzane były przez władcę państwa książeckiego, władze w tych prowincjach objęli rajpramukhowie mianowani przez prezydenta Indii. Część C, były to stany zarządzane zarówno przez komisarzy prowincji i książęta, według konstytucji miały one być zarządzane przez komisarza mianowanego przez prezydenta Indii. Część D, były to Andamany i Nikobary, zarządzane przez gubernatora mianowanego przez rząd centralny. W grudniu 1953 roku, powołał Komisję Reorganizacyjną Stanów. Na czele komisji stał Fazal Ali stąd też Komisja Reorganizacyjna Stanów określana była często jako Komisja Fazala Ali. Komisja w 1955 roku stworzyła raport zalecający reorganizację stanów Indii. W 1956 roku rząd opracował reformę administracyjną, w ramach reformy, część B, część C i część D zostały zniesione.

##### Polityka zagraniczna

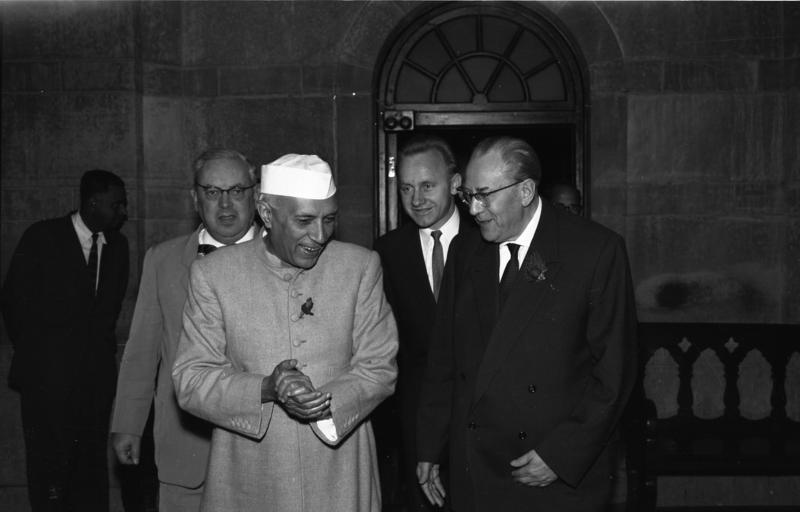
Nehru i Otto Grotewohl, premier Niemieckiej Republiki Demokratycznej

Stany Zjednoczone i Związek Radziecki konkurowały ze sobą aby pozyskać Indie jako sojusznika w zimnej wojnie. Utrzymywano dobre stosunki z Imperium Brytyjskim, w ramach Deklaracji Londyńskiej, Indie zgodziły się aby w styczniu 1950 roku, przyłączyć się do Wspólnoty Narodów i zaakceptować brytyjskiego monarchę jako symbol jednoczący państwa WN. Relacja większości obywateli na podpisanie deklaracji była pozytywna, decyzja została skrytykowana jedynie przez ugrupowania skrajnej lewicy i skrajnej prawicy. Na arenie międzynarodowej, był zdecydowanym zwolennikiem ONZ i propagatorem pacyfizmu. Był jednym z pionierów polityki niezaangażowania i współzałożycielem Ruchu Państw Niezaangażowanych, bloku państw pozostających neutralnymi i niezależnymi w okresie walki między blokami państw na czele z USA i ZSRR.
Indie przejawiały inicjatywę w ważnych problemach azjatyckich. Największym dokonaniem na arenie międzynarodowej lat 50. była zwołana przez Indie konferencja 29 państw Azji i Afryki w Bandungu. W konferencji uczestniczyli także przedstawiciele prozachodnich krajów tego regionu i w związku z tym istniało duże prawdopodobieństwo starcia między zwolennikami kursu proamerykańskiego a zwolennikami niezaangażowania, do czego nie dopuściły jednak mediacje Nehru. Konferencję zdominowały sprawy antykolonializmu, pokoju i zwiększenia roli państw Azji i Afryki. Delegaci krajów Afryki i Azji, postanowili zjednoczyć się „w walce z kolonializmem i dyskryminacją rasową”. W lipcu 1956 roku współorganizował spotkanie na wyspie Vang w archipelagu Brioni. Na spotkaniu omówiono zasady współpracy krajów, które nie należały do bloków militarnych i politycznych. Przez kolejne dwa lata nawiązała się współpraca „Niezależnej Trójki”. Do I Konferencji szefów rządów państw niezaangażowanych doszło we wrześniu 1961 roku w Jugosławii. W konferencji udział wzięło 25 państw oraz 3 w charakterze obserwatorów. W następnych latach grupę zasiliły kolejne kraje, a także grupy narodowowyzwoleńcze.
W 1956 roku skrytykował wspólną inwazję Brytyjczyków, Francuzów i Izraelczyków na Kanał Sueski. Jako premier Indii i lider Ruchu Państw Niezaangażowanych starał się doprowadzić do rozejmu i sprawiedliwej oceny obydwóch stron konfliktu. Zyskał w tym sojusznika w postaci prezydenta USA, Dwighta Eisenhowera, któremu udało się zahamować wpływy Francji i Wielkiej Brytanii. Kryzys sueski znacznie zwiększył prestiż Indii w krajach Trzeciego Świata. W czasie kryzysu, indyjski dyplomata, Menon przekonał egipskiego prezydenta Gamala Abdela Nasera na kompromis z Zachodem. Indie przyczyniły się do budowy w krajach zachodnich wizerunku Nassera jako człowieka skłonnego do kompromisu. Nawet po kryzysie sueskim, utrzymywał dobre stosunki z Wielką Brytanią. Uczestniczył w arbitrażu Wielkiej Brytanii, Banku Światowego i Pakistanu. W 1960 roku Wielka Brytania, Indie i Bank światowy podpisały traktat z przywódcą Pakistanu, Ayub Khanem. Dzięki temu Pakistan dał Indiom dostęp do głównych rzek regionu Pendżab. Po raz kolejny wzrosła rola ministra, Krishny Menona – amerykański magazyn Time uznał ministra drugim najpotężniejszym człowiekiem w Indiach.

#### Zajęcie kolonii portugalskich
W 1954 roku po antykolonialnych zamieszkach w należących do Portugalii Dadrze o Nagarhaweli, Nehru zajął sporny teren, z kolei po latach nieudanych negocjacji, w 1961 roku upoważnił Armię Indyjską do wyzwolenia innej portugalskiej kolonii, Goa. Prowincja została oficjalne włączona do Indii a decyzja ta została w Indiach przyjęta entuzjastycznie. Część opozycji skrytykowała rząd za użycie sił zbrojnych wobec portugalskich, kolonialnych władz Goa. Z drugiej strony użycie potencjału militarnego przyniosło mu popularność wśród grup prawicowych i skrajnie prawicowych.

##### Stosunki z Chinami
W okresie międzywojennym wiązał z Chinami duże nadzieje. W tych poglądach utwierdziła go wizyta w Chinach i sukces chińskiej rewolucji ludowej. Uważał, że władza KPCh pozytywnie wpłynie na relacje tego kraju z Indiami. Indie uznały oficjalnie ChRL 30 grudnia 1949 roku. Nehru poparł włączenie ChRL do ONZ i odmówił uznania Chin za agresora w konflikcie koreańskim oraz udzielił wsparcia Chinom i KRLD toczącym walki z zachodnią koalicją. Sprawą, która potencjalnie mogła zakłócić stosunki między Indiami a ChRL, było rozszerzenie ChRL na Tybet, Nehru zajął w tej kwestii stanowisko pojednawcze. Zwrócił się do Pekinu, prosząc o powściągliwość i poszukiwanie pokojowego rozwiązania sprawy Tybetu, tak aby nie zagroziło to przyjęciu Chin do ONZ i innych organizacji międzynarodowych. W latach pięćdziesiątych ugruntowane zostały bliskie stosunki Indii z ChRL. Nehru uważał, że Chiny i Indie mogą zlikwidować przepaść między demokracjami ludowymi a państwami kapitalistycznymi.

##### Pańcza Sila
W 1954 roku Nehru podpisał z Chinami pięć zasad pokojowego współistnienia znanego w Indiach jako Pańcza Sila (od słowa Pańcza: pięć, Sila: cnoty). Był to zestaw zasad, które regulowały stosunki indyjsko-chińskie, ich pierwsza oficjalna kodyfikacja w postaci traktatu została zawarta w umowie między Chinami i Indiami w 1954 roku. Zostały one zawarte w preambule do umowy między Tybetańskim Regionem Chin a Indiami, podpisanej w Pekinie w dniu 29 kwietnia 1954 roku. Negocjacje paktu odbywały się w Delhi od grudnia 1953 roku do kwietnia 1954 roku. Traktat dotyczył spornych terytoriów Aksai i Południowego Tybetu, traktat obowiązywał do roku 1960, a od 1970 pięć zasad, było ponownie przestrzegane i przyczyniły się do ponownej normalizacji stosunków między państwami. Pięć zasad umocniło się w okresie rządów Indiry Gandhi i trzyletnich rządów Partii Ludowej (1977-1980).
Dobre stosunki psuły się na skutek m.in.: „wojny kartograficznej”. Wprawdzie w kwietniu 1960 roku doszło do spotkania Nehru z premierem Chin w sprawie rozbieżności granicznych, ale nie przyniosło ono porozumienia ani nie usunęło różnic. „Myślę, że (konflikt z ChRL) dotknął go głęboko i miał na niego ujemny wpływ. Podupadł na duchu. Zagrożone było wszystko, co zbudował: Indie miały przyjąć stanowisko militarystyczne, którego nie znosił” – twierdził K. Menon. W późniejszych latach, rząd uczestniczył w chińsko-indyjskich sporach granicznych i udzielił azylu politycznego Dalajlamie (który uciekł z ChRL).

##### Polityka bezpieczeństwa narodowego
Premier Nehru pod auspicjami ONZ przeprowadził w 1948 roku plebiscyt w Kaszmirze. Kaszmir to sporne terytorium między Indiami a Pakistanem, o które oba państwa toczyły wojny. Nehru stał się bardziej ostrożny w stosunku do ONZ, a po tym jak Pakistan zgodnie z uchwałą ONZ, nie wycofał swojego wojska ze spornego terytorium, Nehru odmówił przeprowadzenia plebiscytu zaplanowanego na 1953 rok. Jego polityka w Kaszmirze i integracja stanu z Indiami często była broniona przed ONZ, przez dyplomatę Krishnę Menona który skutecznie bronił na arenie międzynarodowej politykę Indii względem regionu. W 1957 roku, Menon ogłosił w Radzie Bezpieczeństwa ONZ, ośmiogodzinne przemówienie broniące stanowiska Indii w sprawie Kaszmiru, do dzisiaj, mowa jest najdłuższą z do tej pory wygłoszonych przed tą instytucją. Umiejętna obrona interesu narodowego Indii w ONZ, wpłynęła na powiększenie poparcia dla indyjskiego Kaszmiru a indyjska prasa ogłosiła Menona „Bohaterem Kaszmiru”. Nehru znalazł się wówczas u szczytu popularności a jedynie niewielka krytyka, pochodziła ze strony militarystycznej skrajnej prawicy.

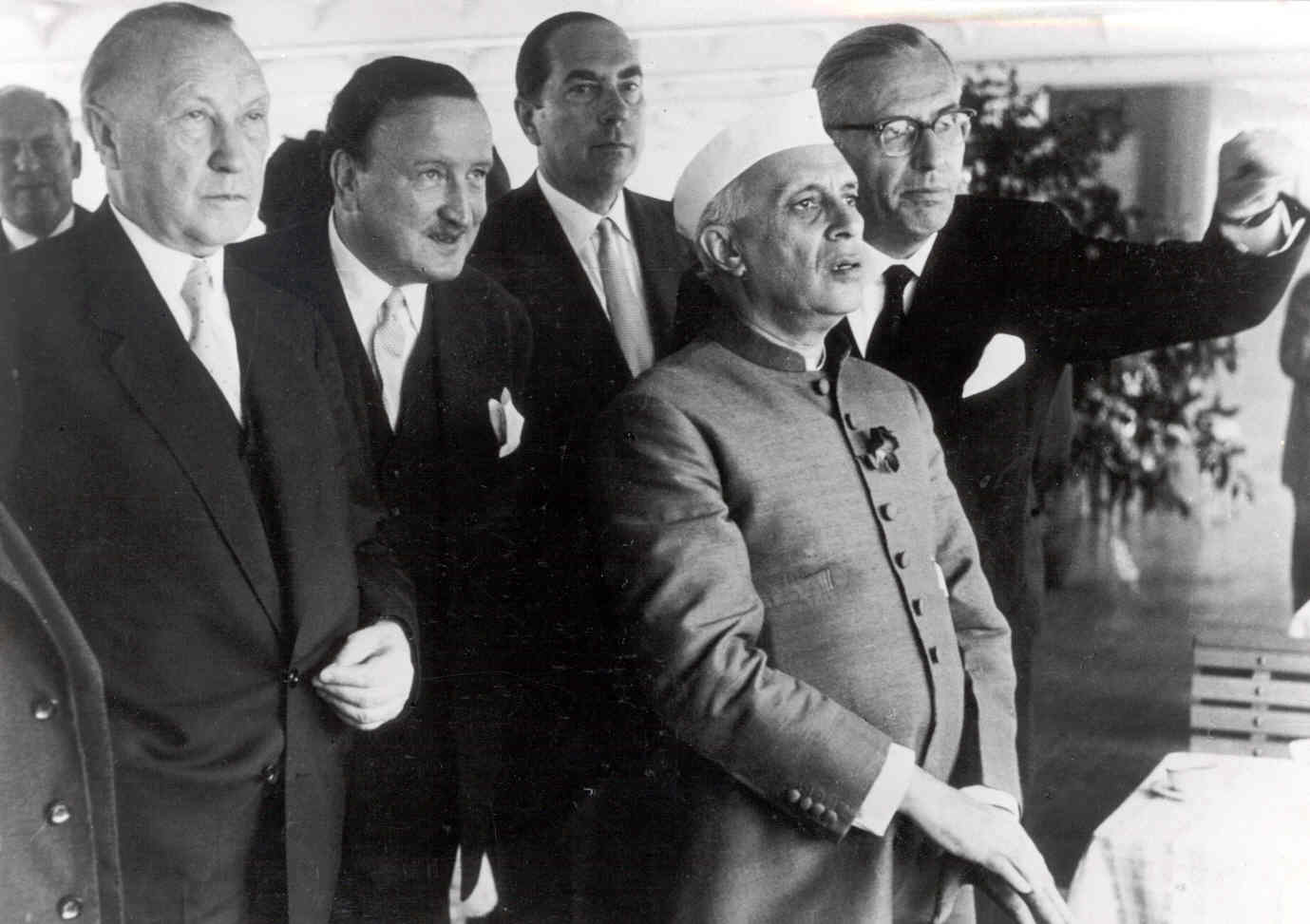
Nehru i Konrad Adenauer w 1956 roku, w czasie wizyty Nehru w Republice Federalnej Niemiec

Nehru przewidywał rozwój broni jądrowej i w 1948 roku założył Indyjską Komisję Energii Atomowej. Przewodniczącym organizacji został fizyk jądrowy, doktor Homi J. Bhabha. Kierunek rozwoju polityki nuklearnej Indii została osobiście ustalona przez Nehru i Bhabha. Nehru uważał, że rozwój programu umożliwi Indiom konkurencję z państwami wysoko uprzemysłowionymi i będzie podstawą budowania pozycji Indii w regionie, wówczas zagrożonej przez Pakistan.
Po wojnie koreańskiej (1950-1953) wzywał do rozładowania napięć i zaniechania gróźb użycia broni jądrowych. Nehru obawiając się, że nuklearny wyścig zbrojeń doprowadzi do nadmiernej militaryzacji globu, co byłoby zbyt ryzykowne dla państw rozwijających się zlecił pierwsze w historii, badania skutków wybuchów jądrowych i promował denuklearyzacje.

##### Reformy społeczne i edukacyjne
W lipcu 1946 roku, dobitnie stwierdził, że w państwie indyjskim nie mogą militarnie przeważać książęta, lecz armia Indii. W styczniu 1947 roku, Nehru odrzucił boskie prawo królów, a w maju tego samego roku oświadczył, że każde państwo rządzone przez książęta które odmówi przyłączenia się do Zgromadzenia Ustawodawczego będzie traktowane jako wróg. W czasie przygotowań indyjskiej konstytucji, wielu indyjskich liderów (z wyjątkiem Nehru) uważało, że możliwe będzie dalsze istnienie stanów książęcych tak jak przewidział to Akt Rządu Indii z 1935 roku. Dzięki staraniom Nehru, zdecydowano się aby wszystkie państwa książąt zostały włączone w skład republiki indyjskiej. Proces republikanizacji i jednoczenia Indii rozpoczęty przez Nehru został ukończony przez jego córkę w 1971 roku. Córka Nehru, Indira Gandhi wybrana na prezydenta w 1969 roku przygotowała ustawę która miała znieść oficjalne tytuły książąt. Ustawa została jednak odrzucona przez Sąd Najwyższy Indii. Ostatecznie rząd przeforsował te zmiany poprzez 26. poprawkę do konstytucji.
Stał na czele frakcji Kongresu, która promowała język hindi jako język urzędowy. Po debatach z przedstawicielami narodowości posługującymi się innymi językami, w 1950 roku, językiem urzędowym stał się na równi język hindi i język angielski. Rozwiązanie to miało potrwać piętnaście lat, po upływie tego czasu hindi miał stać się jedynym językiem urzędowym. Aby zapewnić bezpieczeństwo stanom posługującym się innym językiem, Nehru w 1963 roku wprowadził reformę dzięki której już po 1965 roku stany mogły korzystać z języka angielskiego. Kwestia języku została rozwiązana przez następcę Nehru, Lal Bahadura Shastriego, który dzięki namową Indiry Gandhi, pozostawił angielski jako język urzędowy. Ustawa premier Gandhi z 1967 roku zagwarantowała nieograniczone korzystanie z hindi i angielskiego.
Był żarliwym zwolennikiem powszechnej edukacji dla dzieci i młodzieży w Indiach, wierzył, że wykształcenie ma zasadnicze znaczenie dla przyszłego rozwoju Indii. Jego rząd nadzorował tworzenie wielu wyższych uczelni, w tym All India Institute of Medical Sciences, Indian Institutes of Management i the National Institutes of Technology. W planach pięcioletnich uwzględnił zagwarantowanie swobodnego i obowiązkowego nauczania wszystkich indyjskich dzieci. Rząd nadzorował tworzenie programów rozwoju edukacji na wsi i budowy tysięcy szkół. Rozpoczął inicjatywę walki z niedożywianiem, tj. bezpłatne rozdawanie dzieciom mleka i posiłków. Zwłaszcza na obszarach wiejskich, otworzono ośrodki kształcenia dorosłych, szkoły zawodowe i technika.
W 1954 roku wprowadził ustawę małżeńską, ideą ustawy było to aby każdy obywatel miał prawo zawrzeć małżeństwo cywilne. Prawo to zostało wprowadzone we wszystkich prowincjach Indii, z wyjątkiem stanów Dżammu i Kaszmir. W 1955 roku wprowadzono ustawę regulującą małżeństwa hinduskie. Wprowadzono również ustawę dotyczącą małżeństw muzułmańskich, ustawa zapewniała ochronę muzułmańskim kobietom. Zdelegalizowano poligamię a dziedziczenie było regulowane przez ustawę spadkową, a nie jak dotychczas przez prawo islamskie. Także rozwód był regulowany poprzez prawo świeckie. Reformy eliminowały też nierówności społeczne wynikające z tożsamości kastowej i plemiennej. Nehru zwiększył reprezentację mniejszości w rządzie. Napisał artykuł 44 indyjskiej konstytucji, według którego wszystkich obywateli na terenie całych Indii dotyczy jednolity kodeks cywilny. Artykuł stał się podstawą świeckości Indii. Po włączeniu w 1961 do Indii małego stanu Goa, będącego do tej pory portugalską kolonią, tamtejszy kodeks cywilny oparł się na starych przepisach portugalskich, przez rząd zakazane zostało jednak ortodoksyjne prawo muzułmańskie. Także w pozostałych krajach rząd zwolnił obywateli stanów muzułmańskich z przestrzegania zasad szariatu. Indyjski parlament uchwalił wiele zmian w prawie hinduskim które kryminalizowały dyskryminację kobiet, czy też zwiększały prawa i wolności kobiet.

### Wojna chińsko-indyjska
Od 1959 roku (z większym natężeniem w 1961), Indie prowadziły politykę tworzenia posterunków wojskowych na spornych obszarach granicy chińsko-indyjskiej, w tym czasie powstało 43 placówek na terenie wcześniej nie kontrolowanym przez Indie. Po atakach armii chińskiej na część z tych obiektów rozpoczęły się regularne starcia między Indiami a Chinami. W wyniku działań zbrojnych, Chiny wycofały się do przedwojennych linii strefy wschodniej w Tawang, zachowały przy tym Aksai Chin należące dawniej do Indii Brytyjskich. Indie były w stanie wysłać do strefy działań zbrojnych jedynie 14 tysięcy żołnierzy a rząd został skrytykowany za brak skutecznej obrony granic. Nehru aby zapewnić Indiom bezpieczeństwo nawiązał bliższe stosunki z USA, uzyskując pomoc militarną ze strony tego kraju. Dobre stosunki Nehru i prezydenta USA Johna F. Kennedy’ego okazały się w czasie wojny przydatne. W 1962 roku związany z Amerykanami prezydent Pakistanu Ayub Khan, zagwarantował Indiom nieagresję. Indie równocześnie utrzymywały dobre stosunki z ZSRR, co było krytykowane przez wolnorynkową część prawicy. Nehru był też krytykowany za zaangażowanie w Ruchu Państw Niezaangażowanych, część opozycji uważała, że Indie powinny wybrać jednego, stałego sojusznika.
Skutki wojny spowodowały gruntowne zmiany w indyjskiej armii – w ramach współpracy z USA, do wojska trafili amerykańcy doradcy którzy pomogli rządowi zreorganizować przestarzałą armię. Rząd uznał, że najlepszą drogą odparcia chińskiego ataku będzie użycie lotnictwa (jak później ujawniło CIA, Chińczycy nie posiadali wtedy w Tybecie wystarczającej liczby paliwa, ani lotnisk). Podczas trwania wojny, Nehru wysłał do prezydenta Kennedy’ego dwa listy w których poprosił rząd USA o dostarczenie Indiom dwunastu eskadr myśliwców oraz nowoczesnego systemu radarowego. Samoloty miały zostać użyte w obronie Indii a postulat zbombardowania terenu Chin odrzucono, ze względu na obawę działań odwetowych chińskiego lotnictwa. Nehru poprosił również o przeszkolenie indyjskich pilotów przez Amerykanów. Prośba ta została odrzucona ze względu na zaangażowanie USA w kryzys kubański.
Wojna położyła kresy wcześniejszej nadziei Nehru który liczył na to że Indie i Chiny utworzą silny blok państw Azji, który w czasie zimnej wojny, będzie w stanie przeciwstawić się wpływom bloku zachodniego i wschodniego. Pod koniec wojny wojsko indyjskie wyszkoliło tybetańskie siły zbrojne, składające się z tybetańskich uchodźców w Indiach, oddziały uchodźców uczestniczyły następnie w wojnach z Pakistanem w latach 1965 i 1971, rząd Indii nawiązał też kontakty z tybetańskimi rewolucjonistami na terenie Tybetu.

## Śmierć

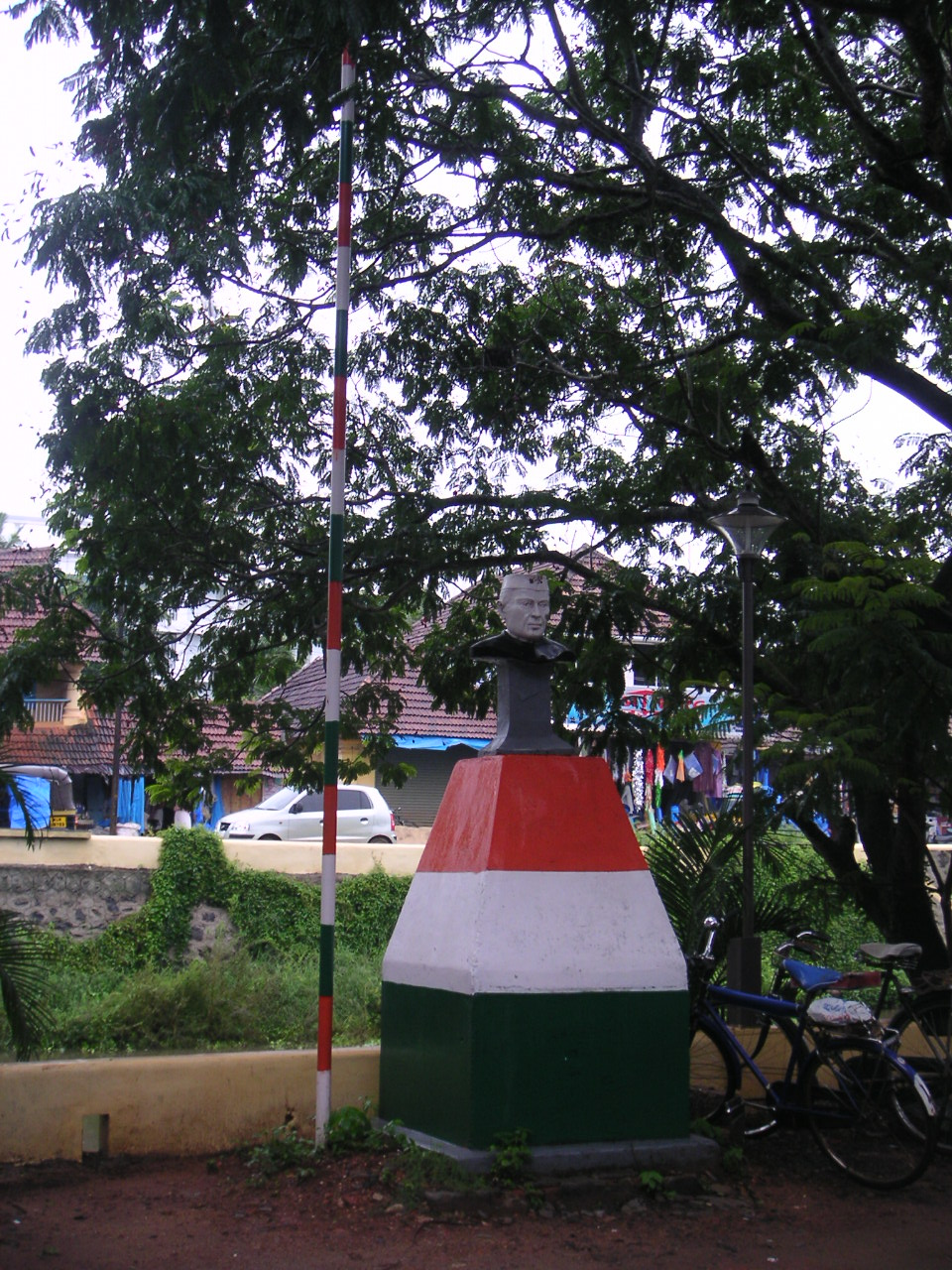
Pomnik Nehru w Allepey, w stanie Kerala

Po 1962 roku lider Indii podupadł na zdrowiu i spędził miesiąc na rehabilitacji w Kaszmirze. Niektórzy historycy przypisują ten nagły spadek zdrowia Nehru, rozczarowaniem i zdziwieniem po wojnie chińsko-indyjskiej. Nehru uznał wojnę za zdradę ze strony Chińczyków, którzy do tej pory prowadzili względem Indii przyjazną politykę. Po powrocie z Kaszmiru w maju 1964 roku, doznał udaru mózgu, a miesiąc później dostał ataku serca. Zmarł 27 maja 1964 roku. Premier został poddany kremacji nad rzeką Jamuna, w jego pogrzebie uczestniczyły setki tysięcy żałobników.

## Inne
Nehru oprócz polityki zajmował się też pisarstwem, napisał on w języku angielskim kilka książek poświęconych historii świata, Indii, a także swoją autobiografię.

## Testament

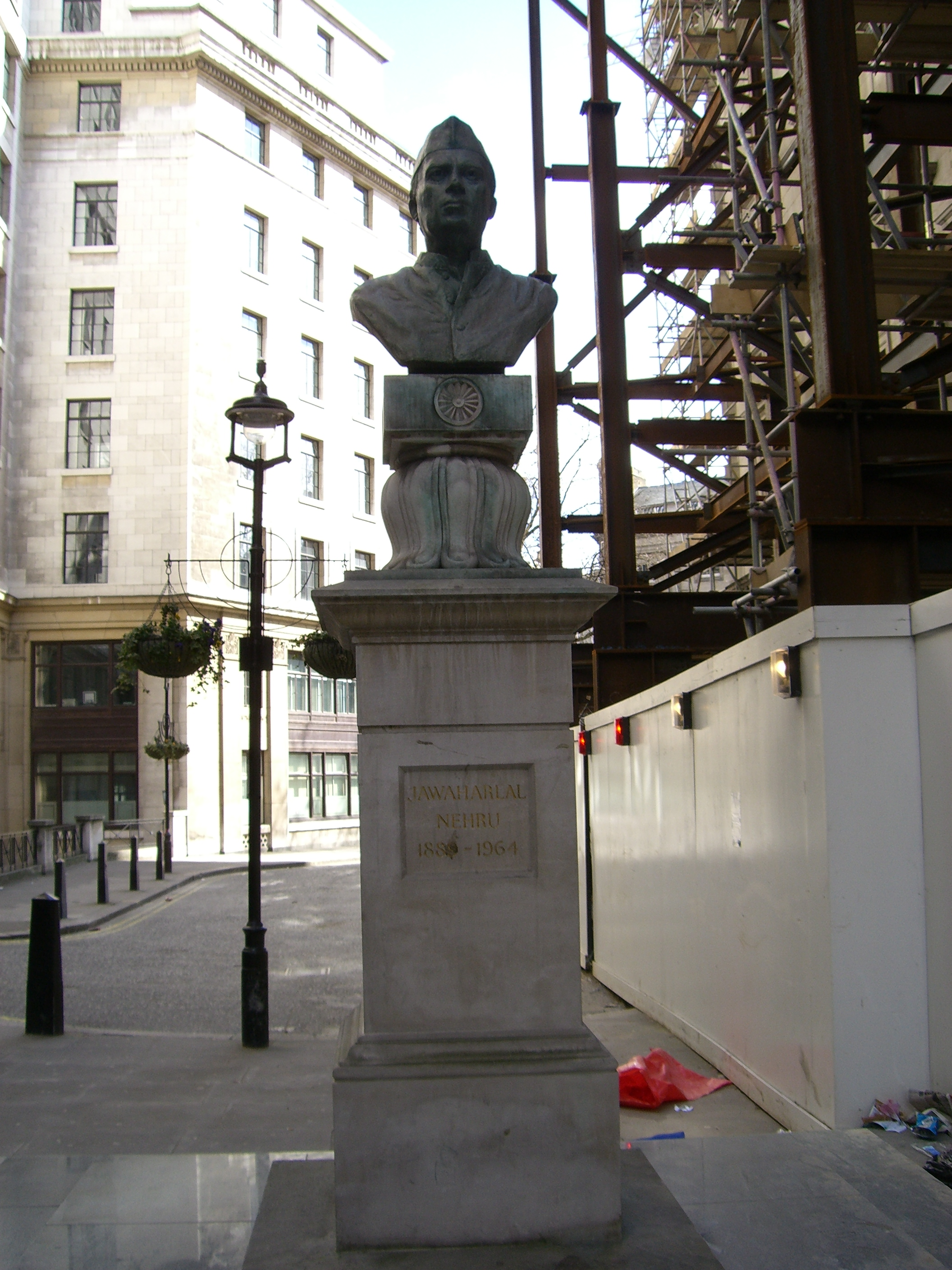
Popiersie Nehru w Londynie

Nehru napisał testament na długo przed śmiercią (21 czerwca 1954).
 Pragnę oświadczyć z całą powagą, że nie życzę sobie żadnych pogrzebowych ceremonii religijnych. Nie wierzę w takie ceremonie i dlatego poddawanie się im… byłoby hipokryzją…
Gdy umrę, chciałbym, żeby ciało moje było spalone… Moim życzeniem jest, aby garść moich prochów została wrzucona do Gangesu w Allahabadzie, co nie ma żadnego znaczenia religijnego…(…) Większość zaś moich popiołów powinna być…uniesiona przez samolot i rozrzucona z góry ponad polami, gdzie trudzą się chłopi indyjscy, aby mogły się one zmieszać z kurzem i ziemią, stając się nieoddzielną częścią Indii.
Ostatnia wola nie dotyczyła zatem spraw ogólnych, lecz osobistych. Natomiast za rodzaj testamentu społeczno-politycznego można uznać zdania z odczytu „Indie wczoraj i dziś”.
Chcę naturalnie, by Indie postępowały naprzód w rozwoju materialnym, by wypełniały swoje plany 5-letnie i podniosły stopę życiową swojej licznej ludności. Chcę, by ustały ciasne spory dnia dzisiejszego(…)W szczególności żywię nadzieję, że skończy się przekleństwo kast(…) Troszczę się nie tylko o nasz postęp materialny, lecz także o jakość naszego narodu(…) Siła jest potrzebna, lecz ważniejsza jest rozwaga i mądrość. Tylko połączenie siły i mądrości daje dobre wyniki.

## Upamiętnienie
W 1955 roku został odznaczony najwyższym indyjskim odznaczeniem, Orderem Bharat Ratna. W 1964 roku, przyszły prezydent Indii, Sarvepalli Radhakrishnan, założył fundację Jawaharlal Nehru Memorial Fund. Fundacja od 1968 przyznaje prestiżową nagrodę „Jawaharlal Nehru Memorial Fellowship”. We współczesnych Indiach znajdują się liczne pomniki i instytucje publiczne nazwane imieniem Jawaharlala. Jedną z najbardziej prestiżowych indyjskich uczelni jest Uniwersytet Jawaharlala Nehru w Delhi. W pobliżu Bombaju znajduje się port morski imienia założyciela niepodległych Indii. O życiu Pandita Nehru opowiada kilka filmów dokumentalnych.
W Polsce, w Warszawie, w roku 2019 nazwę upamiętniającą Jawaharlala Nehru nadano rondu u zbiegu Trasy Siekierkowskiej i Wisłostrady. Wcześniej, w latach od 1973 do 2019, nazwę tę nosiła ulica na terenie dzielnicy Mokotów.

### Odznaczenia
- Bharat Ratna (1955)[106]
- Order of the Companions of O. R. Tambo (2005, RPA) – pośmiertnie

### Doktoraty honoris causa
- Columbia University (1949)[111]